# Stadelhofen
Stadelhofen es un municipio del distrito de Bamberg, en Baviera, Alemania. Está ubicado en la región conocida como la Suiza Francona.

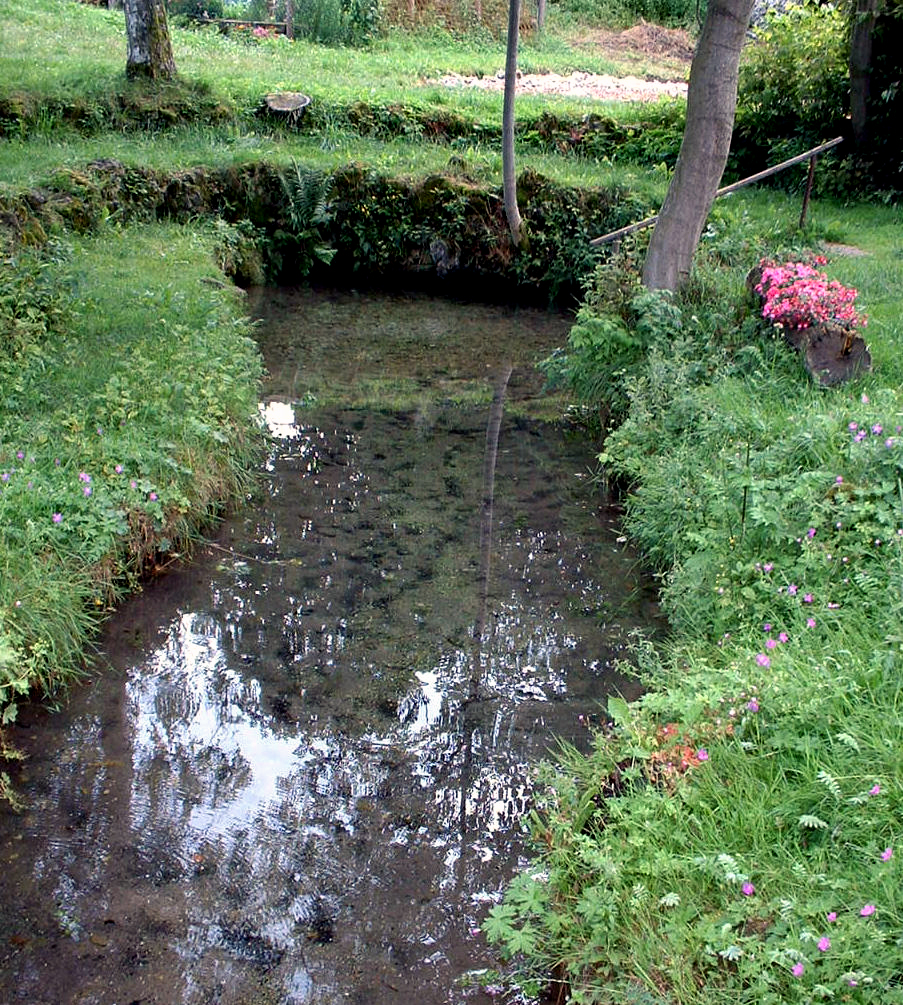
Nacimiento del río Wiesent in Steinfeld.